# 막스 리버만
막스 리버만 (Max Liebermann, 1847년 7월 20일 ~ 1935년 2월 8일) 은 독일의 화가로, 베를린 분리파 (Berliner Secession)의 창립자 가운데 한 사람이다.〈거위털을 뜯는 여인들〉이라는 그림으로 '추 (醜)의 사도'라는 별명을 얻었다.
리버만은 베를린에서 유대인 사업가의 아들로 태어나, 베를린 대학교에서 법학과 철학을 공부하였으나, 뒤에 1869년 바이마르, 1872년 파리, 1876년 ~ 1877년 네덜란드에서 회화를 공부하였다. 잠시 동안 뮌헨에 거주하였으나, 1884년 베를린으로 돌아와 나머지 생애를 그 곳에서 보냈다.
리버만은 당초, 전원의 인물 및 생활 풍경 등을 그렸으며, 후에 그는 로비스 코린트 (Lovis Corinth), 막스 슬레보크트 (Max Slevogt)와 함께 독일 인상파의 대표적 작가가 되었다. 그는 자신의 상속 재산을 프랑스 인상파 회화의 수집에 소비하였으며, 그 후 자신의 뜰 풍경 외에 부르주아지 등 부유 계급의 생활 풍경과 초상화를 그리게 돼, 독일의 미술계와 상류 사회에서 존경받는 화가가 되었다.
그는 1899년부터 1911년까지 베를린 분리파를 이끌었으며, 1920년부터 1932년까지 프로이센 예술원 원장으로 있었다. 푸르 르 메리트 훈장을 수상하고, 베를린 명예 시민에 추천되는 등, 노령임에도 불구하고, 독일 화단에서 큰 영향력을 발휘하였다.
그러나 나치가 권력을 잡은 후인 1933년, 리버만은 유대인 출신이라는 이유로 비난을 당했고, 그는 예술가가 출신이라는 정치라는 요소 때문에 비난 당하는 상태에선 예술원에 머무를 수 없다면서 명예 원장 칭호를 반납하였다. 1935년 베를린에 위치한 자신의 집에서 숨을 거뒀으며, 쇤하우저 거리에 있는 유대인 묘지에 묻혔다.

## 주요 작품

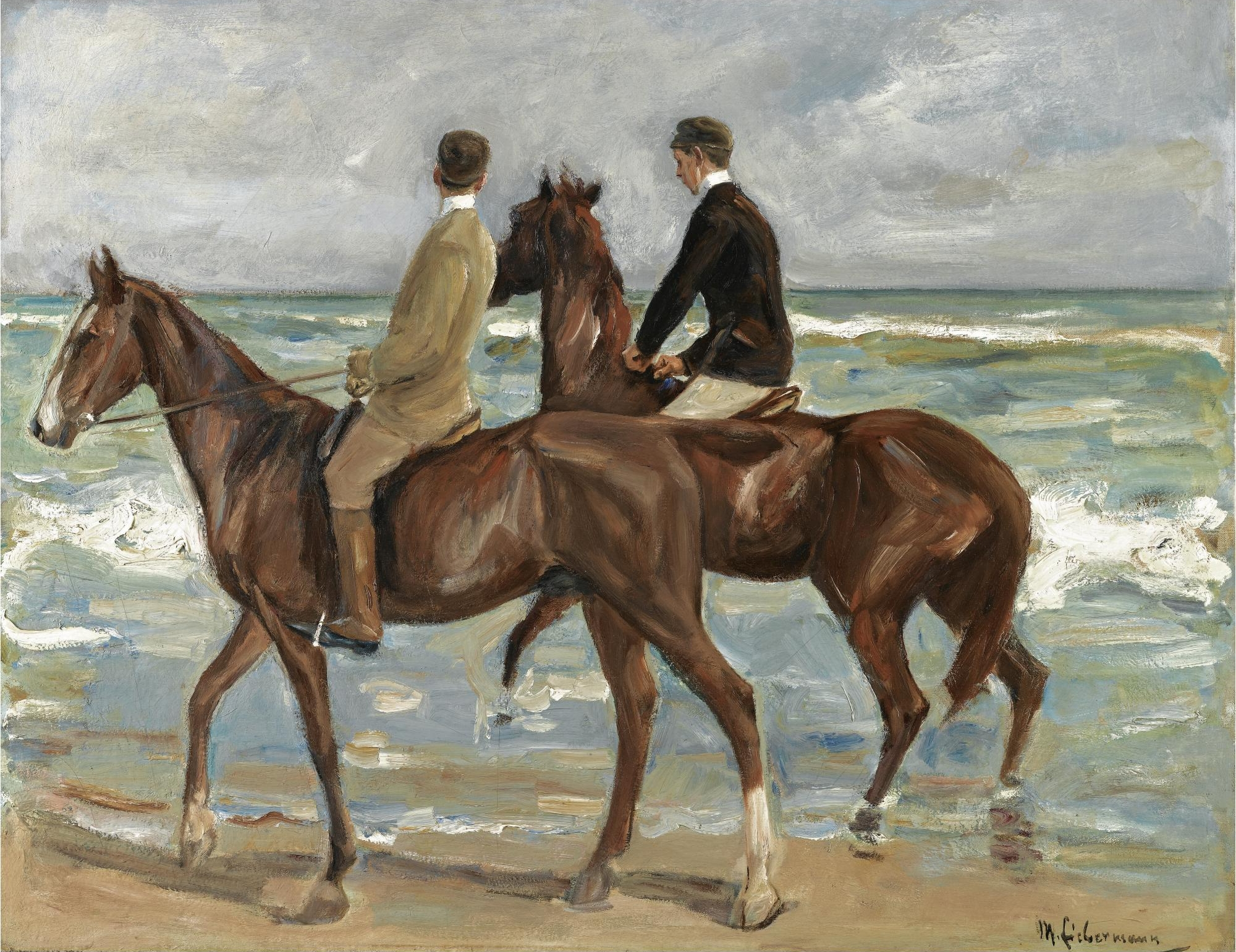
Zwei Reiter am Strand
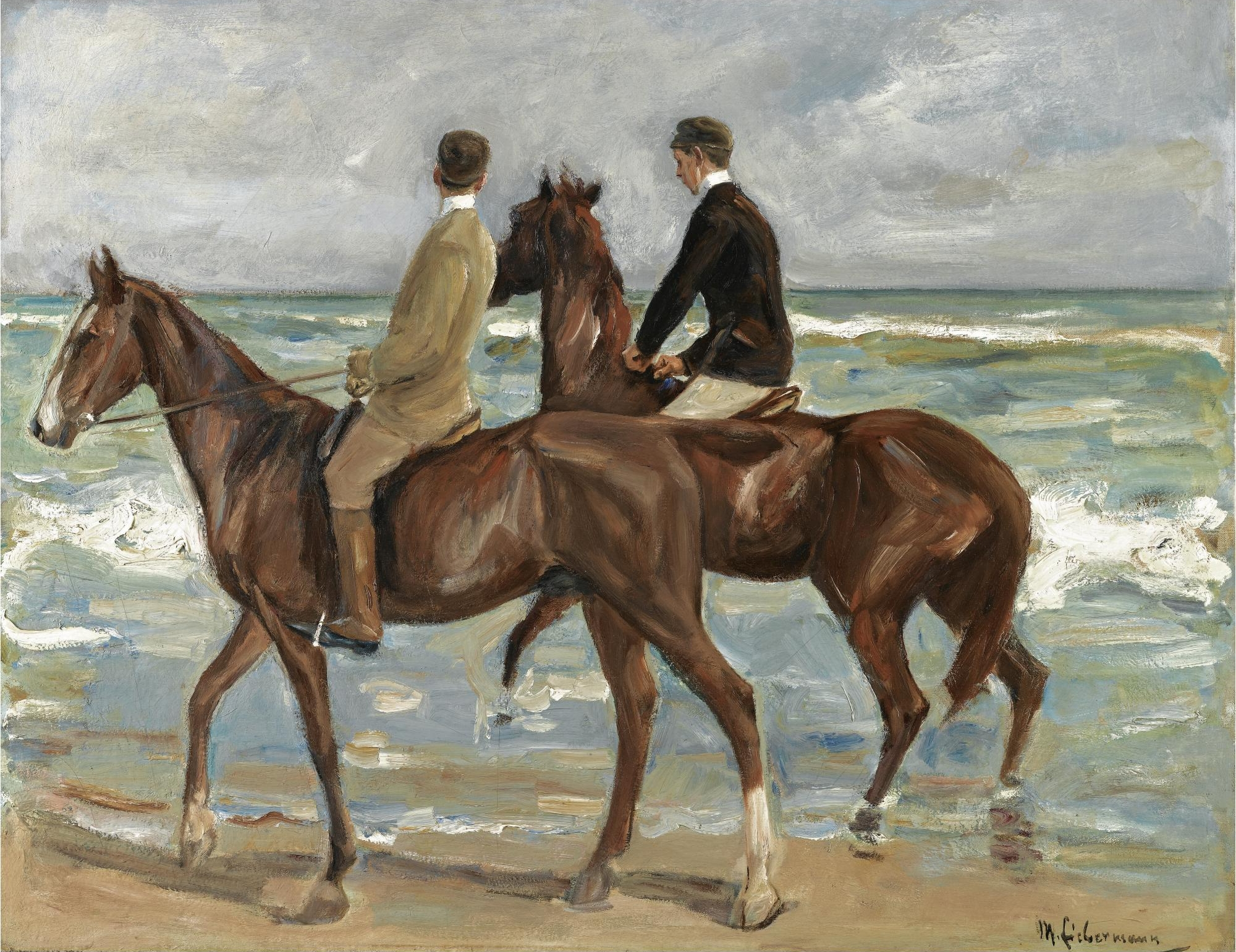
Zwei Reiter am Strand nach links
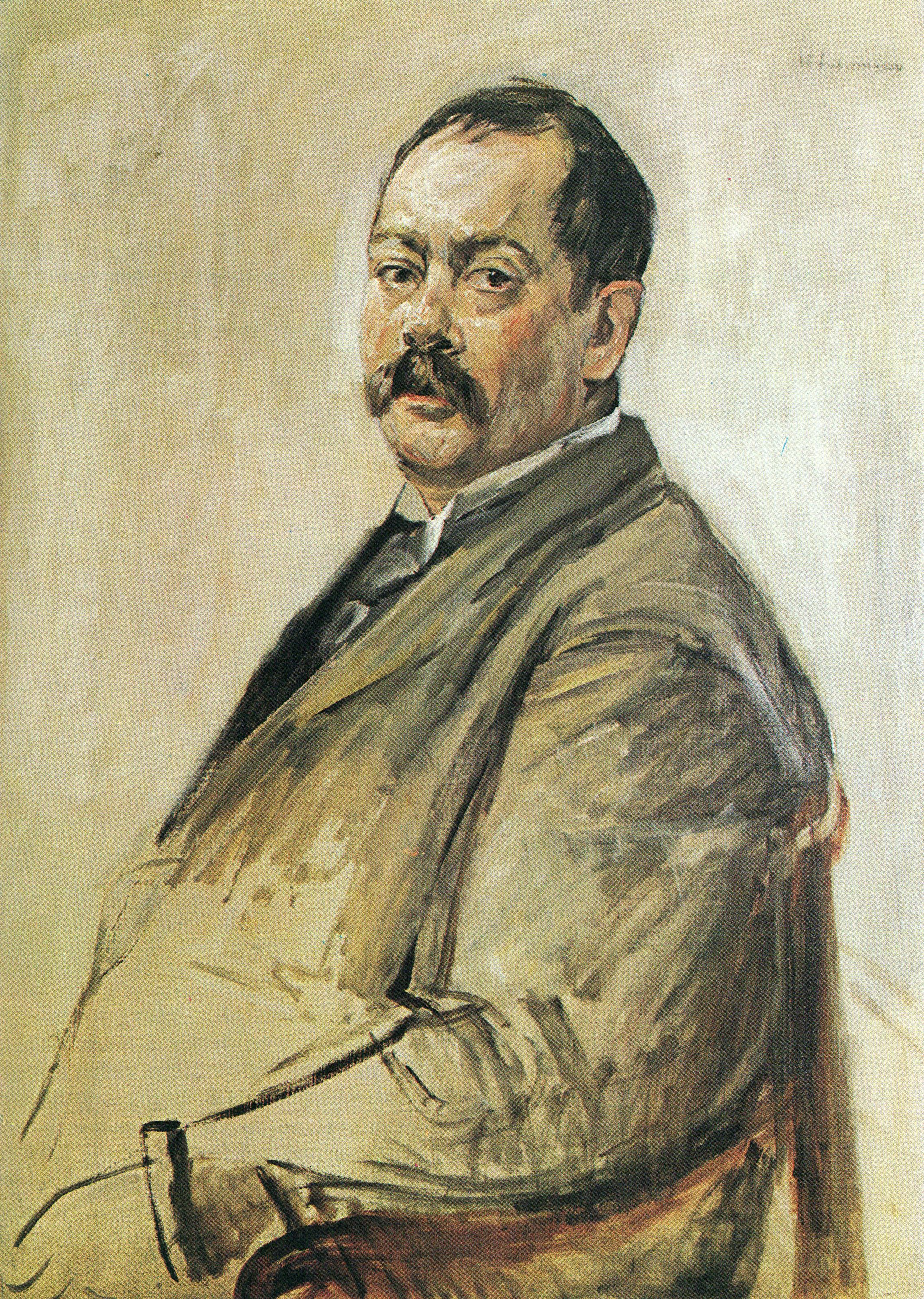
Portrait of the Painter Lovis Corinth

## 관련 도서
- 《막스 리버만》- 자비네 카르본 지음, 김라합 번역 - 웅진주니어, 2008년